# Bikić Do
Bikić Do (cyr. Бикић До; rusiń. Бикич Дол, Bykycz Doł) – wieś w Serbii, w Wojwodinie, w okręgu sremskim, w gminie Šid. W 2011 roku liczyła 269 mieszkańców.